# 포모리에

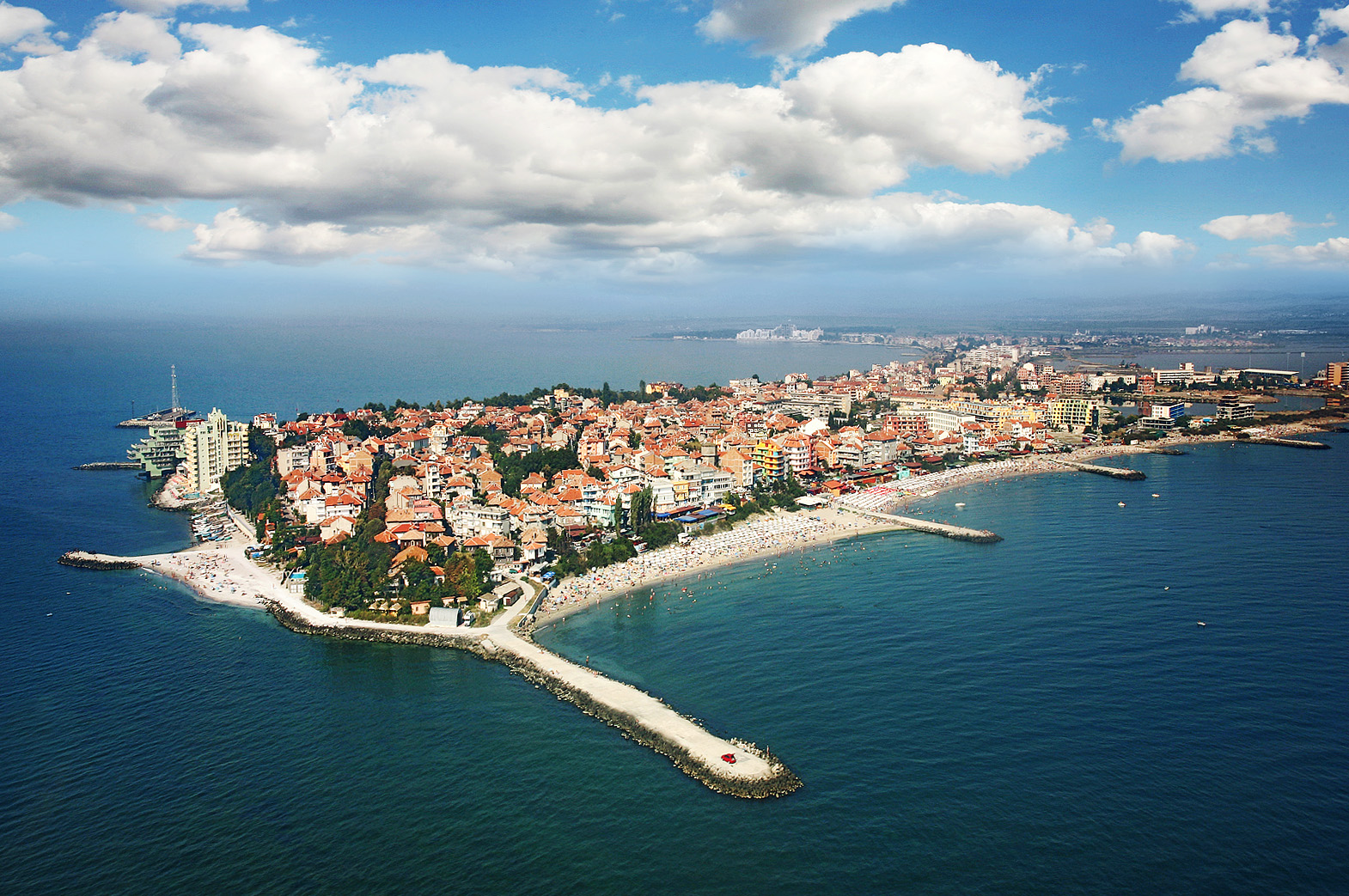
포모리에

포모리에(불가리아어: Поморие, Pomorie)는 불가리아 남동부 흑해 연안에 위치한 부르가스주의 도시로 인구는 13,569명(2009년 기준)이다.
부르가스에서 약 20km, 슬런체프브랴크에서 약 18km 정도 떨어진 곳에 위치한다. 고대 그리스 시대에 흑해 연안에 거주하던 트라키아인들이 앙키알로스(Anchialos)라는 이름의 식민지를 건설하면서 도시가 형성되었다.